# 浩良河区
浩良河区，旧区名。1957年由伊春市设置。在今黑龙江省伊春市境最南端。1969年撤销，并入南岔区。 